# Перу на літніх Олімпійських іграх 2016
Перу на літніх Олімпійських іграх 2016 було представлена 29 спортсменами в 11 видах спорту. Жодної медалі олімпійці Перу не завоювали.

## Спортсмени
| Дисципліна            | Чоловіки | Жінки | Разом |
| --------------------- | -------- | ----- | ----- |
| Легка атлетика        | 9        | 5     | 14    |
| Кінний спорт          | 1        | 0     | 1     |
| Гімнастика            | 0        | 1     | 1     |
| Дзюдо                 | 1        | 0     | 1     |
| Академічне веслування | 1        | 1     | 2     |
| Вітрильний спорт      | 1        | 1     | 2     |
| Стрільба              | 2        | 0     | 2     |
| Плавання              | 1        | 1     | 2     |
| Тхеквондо             | 0        | 1     | 1     |
| Важка атлетика        | 1        | 1     | 2     |
| Боротьба              | 0        | 1     | 1     |
| Разом                 | 17       | 12    | 29    |

## Легка атлетика
Легенда
- Note – для трекових дисциплін місце вказане лише для забігу, в якому взяв участь спортсмен
- Q = пройшов у наступне коло напряму
- q = пройшов у наступне коло за добором (для трекових дисциплін - найшвидші часи серед тих, хто не пройшов напряму; для технічних дисциплін - увійшов до визначеної кількості фіналістів за місцем якщо напряму пройшло менше спортсменів, ніж визначена кількість)
- NR = Національний рекорд
- N/A = Коло відсутнє у цій дисципліні
- Bye = спортсменові не потрібно змагатися у цьому колі
- NM = жодної успішної спроби

Трекові і шосейні дисципліни
Чоловіки
| Спортсмен         | Дисципліна      | Попередній забіг | Попередній забіг | Фінал     | Фінал |
| Спортсмен         | Дисципліна      | Результат        | Місце            | Результат | Місце |
| ----------------- | --------------- | ---------------- | ---------------- | --------- | ----- |
| Девід Торренс     | 5000 м          | 13:23.20 NR      | 10 q             | 13:43.12  | 15    |
| Луїс Остос        | 10000 м         | Н/Д              | Н/Д              | 28:02.03  | 21    |
| Рауль Мачакуай    | Марафон         | Н/Д              | Н/Д              | 2:18:00   | 45    |
| Christian Pacheco | Марафон         | Н/Д              | Н/Д              | 2:18:41   | 52    |
| Рауль Пачеко      | Марафон         | Н/Д              | Н/Д              | 2:20:13   | 66    |
| Паоло Юрівілка    | ходьба на 20 км | Н/Д              | Н/Д              | 1:24:48   | 41    |
| Луїс Енрі Кампос  | ходьба на 50 км | Н/Д              | Н/Д              | DNF       | DNF   |
| Павел Чіхуан      | ходьба на 50 км | Н/Д              | Н/Д              | 4:32:37   | 48    |

Жінки
| Спортсменка       | Дисципліна      | Фінал     | Фінал |
| Спортсменка       | Дисципліна      | Результат | Місце |
| ----------------- | --------------- | --------- | ----- |
| Йована де ла Крус | Марафон         | 2:35.49   | 36    |
| Інес Мельчор      | Марафон         | DNF       | DNF   |
| Гледіс Техеда     | Марафон         | 2:29.55   | 15    |
| Кімберлі Гарсія   | ходьба на 20 км | 1:32:09   | 14    |
| Джессіка Ханко    | ходьба на 20 км | 1:39:08   | 51    |

Технічні дисципліни
| Спортсмен    | Дисципліна                  | Кваліфікація       | Кваліфікація | Фінал              | Фінал           |
| Спортсмен    | Дисципліна                  | Результат у метрах | Місце        | Результат у метрах | Місце           |
| ------------ | --------------------------- | ------------------ | ------------ | ------------------ | --------------- |
| Артуро Чавес | стрибки у висоту (чоловіки) | 2.22               | 29           | Завершив виступ    | Завершив виступ |

## Кінний спорт

### Конкур
| Спортсмен      | Кінь  | Дисципліна    | Кваліфікація | Кваліфікація | Кваліфікація | Кваліфікація | Кваліфікація | Кваліфікація    | Кваліфікація    | Кваліфікація    | Фінал           | Фінал           | Фінал           | Фінал           | Фінал           | Загалом         | Загалом         |
| Спортсмен      | Кінь  | Дисципліна    | Раунд 1      | Раунд 1      | Раунд 2      | Раунд 2      | Раунд 2      | Раунд 3         | Раунд 3         | Раунд 3         | Фінал A         | Фінал A         | Фінал B         | Фінал B         | Фінал B         | Загалом         | Загалом         |
| Спортсмен      | Кінь  | Дисципліна    | Штрафні очки | Місце        | Штрафні очки | Загалом      | Місце        | Штрафні очки    | Загалом         | Місце           | Штрафні очки    | Місце           | Штрафні очки    | Загалом         | Місце           | Штрафні очки    | Місце           |
| -------------- | ----- | ------------- | ------------ | ------------ | ------------ | ------------ | ------------ | --------------- | --------------- | --------------- | --------------- | --------------- | --------------- | --------------- | --------------- | --------------- | --------------- |
| Алонсо Вальдес | Chief | Індивідуальні | 6            | 51 Q         | 16           | 22           | 56           | Завершив виступ | Завершив виступ | Завершив виступ | Завершив виступ | Завершив виступ | Завершив виступ | Завершив виступ | Завершив виступ | Завершив виступ | Завершив виступ |

## Гімнастика

### Спортивна гімнастика
Жінки
| Спортсменка | Дисципліна | Кваліфікація  | Кваліфікація  | Кваліфікація | Кваліфікація | Кваліфікація | Кваліфікація | Фінал  | Фінал  | Фінал  | Фінал            | Фінал            | Фінал            |                  |                  |                  |
| Спортсменка | Дисципліна | Вправа        | Вправа        | Вправа       | Вправа       | Загалом      | Місце        | Вправа | Вправа | Вправа | Вправа           | Загалом          | Місце            |                  |                  |                  |
| ----------- | ---------- | ------------- | ------------- | ------------ | ------------ | ------------ | ------------ | ------ | ------ | ------ | ---------------- | ---------------- | ---------------- | ---------------- | ---------------- | ---------------- |
| Спортсменка | Дисципліна | Аріана Оррего | Вільні вправи | Н/Д          | Н/Д          | Н/Д          | Місце        | 13.166 | 13.166 | 54     | Завершила виступ | Завершила виступ | Завершила виступ | Завершила виступ | Завершила виступ | Завершила виступ |

## Дзюдо
| Спортсмен     | Категорія           | 1/32 фіналу        | 1/16 фіналу             | 1/8 фіналу         | Чвертьфінали       | Півфінали          | Втішний поєдинок   | Фінал / БМ         | Фінал / БМ      |
| Спортсмен     | Категорія           | Суперник Результат | Суперник Результат      | Суперник Результат | Суперник Результат | Суперник Результат | Суперник Результат | Суперник Результат | Місце           |
| ------------- | ------------------- | ------------------ | ----------------------- | ------------------ | ------------------ | ------------------ | ------------------ | ------------------ | --------------- |
| Хуан Постігос | до 60 кг (чоловіки) | Bye                | Сафаров (AZE) L 000–011 | Завершив виступ    | Завершив виступ    | Завершив виступ    | Завершив виступ    | Завершив виступ    | Завершив виступ |

## Академічне веслування
| Спортсмен         | Дисципліна          | Заїзди  | Заїзди | Втішний заплив | Втішний заплив | Чвертьфінали | Чвертьфінали | Півфінали | Півфінали | Фінал   | Фінал |
| Спортсмен         | Дисципліна          | Час     | Місце  | Час            | Місце          | Час          | Місце        | Час       | Місце     | Час     | Місце |
| ----------------- | ------------------- | ------- | ------ | -------------- | -------------- | ------------ | ------------ | --------- | --------- | ------- | ----- |
| Renzo León García | одиночки (чоловіки) | 7:21.04 | 4 R    | 7:25.55        | 2 QF           | 7:30.91      | 6 SC/D       | 7:37.34   | 5 FD      | 7:02.28 | 20    |
| Каміла Вальє      | одиночки (жінки)    | 9:30.60 | 5 R    | 8:32.66        | 6 SE/F         | Bye          | Bye          | 9:11.91   | 4 FF      | 9:18.24 | 31    |

Пояснення до кваліфікації: FA=Фінал A (за медалі); FB=Фінал B (не за медалі); FC=Фінал C (не за медалі); FD=Фінал D (не за медалі); FE=Фінал E (не за медалі); FF=Фінал F (не за медалі); SA/B=Півфінали A/B; SC/D=Півфінали C/D; SE/F=Півфінали E/F; QF=Чвертьфінали; R=Потрапив у втішний заплив

## Вітрильний спорт
| Спортсмен        | Дисципліна   | Заплив | Заплив | Заплив | Заплив | Заплив | Заплив | Заплив | Заплив | Заплив | Заплив | Заплив | Очки | Підсумкове місце |
| Спортсмен        | Дисципліна   | 1      | 2      | 3      | 4      | 5      | 6      | 7      | 8      | 9      | 10     | M*     | Очки | Підсумкове місце |
| ---------------- | ------------ | ------ | ------ | ------ | ------ | ------ | ------ | ------ | ------ | ------ | ------ | ------ | ---- | ---------------- |
| Стефано Песк'єра | Лазер        | 37     | 40     | 16     | 16     | 28     | 22     | 21     | 27     | 35     | DNF    | EL     | 242  | 31               |
| Палома Шмідт     | Лазер радіал | 31     | 26     | 29     | 27     | 29     | 30     | 18     | 32     | 30     | 29     | EL     | 248  | 31               |

M = Медальний заплив; EL = Вибув – не потрапив до медального запливу

## Стрільба
| Спортсмен      | Дисципліна                                  | Кваліфікація | Кваліфікація | Півфінал        | Півфінал        | Фінал           | Фінал           |
| Спортсмен      | Дисципліна                                  | Очки         | Місце        | Очки            | Місце           | Очки            | Місце           |
| -------------- | ------------------------------------------- | ------------ | ------------ | --------------- | --------------- | --------------- | --------------- |
| Франсіско Боса | трап (чоловіки)                             | 109          | 28           | Завершив виступ | Завершив виступ | Завершив виступ | Завершив виступ |
| Марко Каррільо | пневматичний пістолет, 10 метрів (чоловіки) | 566          | 43           | Н/Д             | Н/Д             | Завершив виступ | Завершив виступ |
| Марко Каррільо | швидкісний пістолет, 25 метрів (чоловіки)   | 557          | 24           | Н/Д             | Н/Д             | Завершив виступ | Завершив виступ |
| Марко Каррільо | пістолет, 50 метрів (чоловіки)              | 536          | 35           | Н/Д             | Н/Д             | Завершив виступ | Завершив виступ |

Пояснення до кваліфікації: Q = Пройшов у наступне коло; q = Кваліфікувався щоб змагатись у поєдинку за бронзову медаль

## Плавання
| Спортсмен      | Дисципліна                           | Попередній заплив | Попередній заплив | Півфінал         | Півфінал         | Фінал            | Фінал            |
| Спортсмен      | Дисципліна                           | Час               | Місце             | Час              | Місце            | Час              | Місце            |
| -------------- | ------------------------------------ | ----------------- | ----------------- | ---------------- | ---------------- | ---------------- | ---------------- |
| Ніколас Магана | 100 метрів вільним стилем (чоловіки) | 51.53             | 53                | Завершив виступ  | Завершив виступ  | Завершив виступ  | Завершив виступ  |
| Андреа Седрон  | 200 метрів вільним стилем (жінки)    | 2:05.33           | 39                | Завершила виступ | Завершила виступ | Завершила виступ | Завершила виступ |

## Тхеквондо
| Спортсмен                  | Категорія        | 1/8 фіналу           | Чвертьфінали       | Півфінали          | Втішний поєдинок           | Фінал / БМ         | Фінал / БМ |
| Спортсмен                  | Категорія        | Суперник Результат   | Суперник Результат | Суперник Результат | Суперник Результат         | Суперник Результат | Місце      |
| -------------------------- | ---------------- | -------------------- | ------------------ | ------------------ | -------------------------- | ------------------ | ---------- |
| Хулісса Діес Кансеко Верде | до 49 кг (жінки) | Kim S-h (KOR) L 2–10 | Завершила виступ   | Завершила виступ   | Вонгпаттанакіт (THA) L 2–4 | Завершила виступ   | 7          |

## Важка атлетика
| Спортсмен                      | Категорія            | Ривок     | Ривок | Поштовх   | Поштовх | Загалом | Місце |
| Спортсмен                      | Категорія            | Результат | Місце | Результат | Місце   | Загалом | Місце |
| ------------------------------ | -------------------- | --------- | ----- | --------- | ------- | ------- | ----- |
| Ернан Вієра                    | до 105 кг (чоловіки) | 151       | 16    | 200       | 14      | 351     | 13    |
| Фіорелла Франческа Куева Урібе | до 53 кг (жінки)     | 65        | 12    | 88        | 11      | 153     | 11    |

## Боротьба
Легенда:
- VT – Перемога на туше.
- PP – Перемога за очками – з технічними очками в того, хто програв.
- PO – Перемога за очками – без технічних очок в того, хто програв.
- ST – Перемога за явної переваги – різниця в очках становить принаймні 8 (греко-римська боротьба) або 10 (вільна боротьба) очок, без технічних очок у того, хто програв.

Жінки
| Спортсменка | Категорія | Кваліфікація        | 1/8 фіналу              | Чвертьфінал         | Півфінал            | Втішний поєдинок 1  | Втішний поєдинок 2  | Фінал / БМ          | Фінал / БМ |
| Спортсменка | Категорія | Суперниця Результат | Суперниця Результат     | Суперниця Результат | Суперниця Результат | Суперниця Результат | Суперниця Результат | Суперниця Результат | Місце      |
| ----------- | --------- | ------------------- | ----------------------- | ------------------- | ------------------- | ------------------- | ------------------- | ------------------- | ---------- |
| Янет Соверо | до 58 кг  | Bye                 | Рентерія (COL) L 1–3 PP | Завершила виступ    | Завершила виступ    | Завершила виступ    | Завершила виступ    | Завершила виступ    | 18         |